# 米易东站
米易东站位于四川省攀枝花市米易县攀莲镇賢家村，是峨广铁路（成昆铁路复线）的一座车站。车站于2018年8月开工，2020年5月26日开通运营，2021年1月1日起开办客运业务。
2020年5月25日原成昆铁路花棚子至黄瓜园区间废线、5月26日成昆铁路复线米攀段通车至2020年10月28日成昆复线普达站联络线开通前，昆明至渡口铁路方向的货车曾经由成昆复线至本站换向，再经米易东联络线及既有成昆铁路（峨攀线）下行至牛坪子后驶入渡口铁路运行。

## 车站结构
米易东站站房宽80米、进深20.1米，建筑面积2492平方米。站房内部设有2层，其中候车室位于站房中部，一次性可聚集600人。

### 站场
米易东站站场设有2台6线，与站房通过一条宽8米的进出站地道连接。另外车站设有米易东联络线直通既有成昆铁路。
| 西 | 3站台    | 峨广铁路 列车              |
| 西 | 岛式站台 |                            |
| 西 | 2站台    | 峨广铁路 列车              |
| 西 | 通过线   | 米易东联络线 通过列车      |
| 西 | 通过线   | 峨广铁路上行列车通过线     |
| 西 | 通过线   | 峨广铁路下行列车通过线     |
| 西 | 1站台    | 峨广铁路 列车              |
| 西 | 侧式站台 |                            |
| 东 | 站房     | 进站口、售票、候车、检票口 |